# Corybas dowlingii
Corybas dowlingii är en orkidéart som beskrevs av David Lloyd Jones. Corybas dowlingii ingår i släktet Corybas, och familjen orkidéer.
Artens utbredningsområde är New South Wales. Inga underarter finns listade i Catalogue of Life.